# Crveni Grm

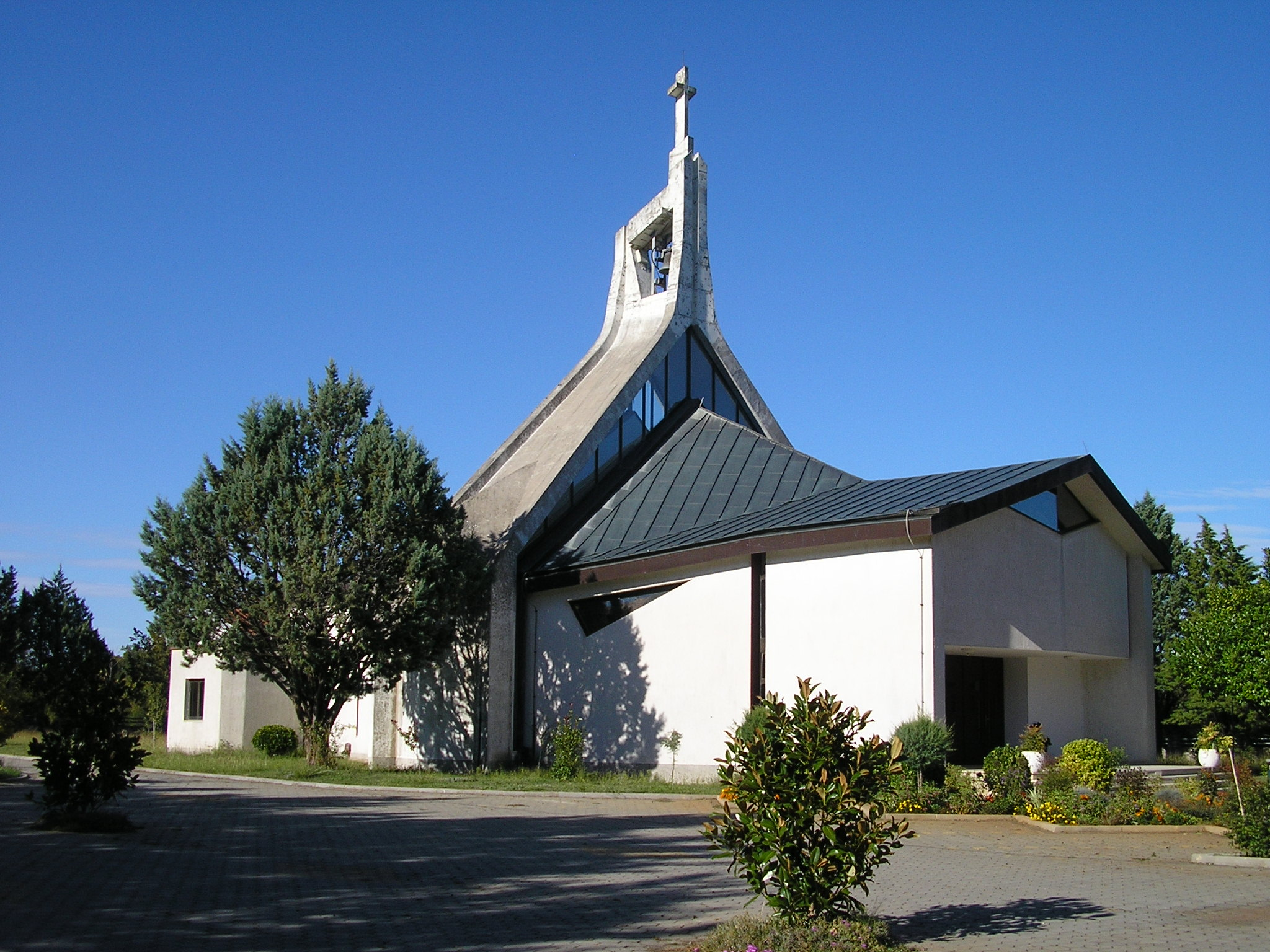
Kostel ve vesnici

Crveni Grm (srbsky Црвени Грм) je vesnice v Bosně a Hercegovině v Západohercegovském kantonu, nacházející se těsně u chorvatských hranic. Je součástí opčiny města Ljubuški, od něhož se nachází 6 km jihozápadně. V roce 2013 zde žilo 900 obyvatel, což je pokles oproti roku 1991, kdy zde žilo 1 081 obyvatel. Naprostou národnostní většinu ve vesnici tvoří Chorvati. Název doslova znamená červený keř.
Nejbližšími vesnicemi jsou Prolog a Teskera v Bosně a Hercegovině a Mali Prolog, Otrić-Seoci a Veliki Prolog v Chorvatsku.